# 새솔동
새솔동은 경기도 화성시 서북부에 위치한 행정동이자 법정동명이다. 북쪽으로는 안산시 단원구 초지동, 남쪽으로는 화성시 남양읍, 동쪽으로는 안산시 상록구 사동과 맞닿아 있다. 송산그린시티 동측 지구를 관할한다.

## 지명 유래
화성시는 새솔동, 수노을동, 봉선동, 송산동 등을 검토했다. 새솔동은 새로운 송산이라는 뜻이고, 수노을동은 빼어난(秀) 매력으로 미래를 수놓는 마을이라는 뜻이다. 봉선동은 인근의 남양읍 신외리 봉선대산에서 유래한 지명이고, 송산동은 송산그린시티에서 유래한 지명이다.

## 역사
- 2018년 1월 22일 : 시화간척지 일부인 송산그린시티 동측 지구 일부 지역에 새솔동을 설치하였다.[3]

## 교통
새솔동 서쪽에 화성시 남양읍과 안산시를 잇는 국도 제77호선이 통과하고 있다. 새솔교로 안산시 상록구 해양동과, 송산교로 안산시 단원구 초지동과 연결된다.

## 주거
| 단지명                               | 건설사                      | 시행사         | 주소             | 입주        | 비고 |
| ------------------------------------ | --------------------------- | -------------- | ---------------- | ----------- | ---- |
| 송산그린시티 반도유보라 아이비파크   | 반도건설                    | ㈜제니스개발   | 수노을1로 236    | 2018년 1월  |      |
| 송산그린시티 금강펜테리움 센트럴파크 | ㈜금강주택                  | ㈜금강주택     | 수노을1로 192    | 2019년 9월  |      |
| 송산그린시티 모아미래도 에듀포레     | 모아종합건설㈜ ㈜미래도건설 | ㈜미래도건설   | 수노을중앙로 293 | 2020년 6월  |      |
| 송산그린시티 세영리첼 에듀파크       | 세영종합건설㈜              | ㈜세영개발     | 수노을중앙로 257 | 2019년 7월  |      |
| 송산그린시티 더펠리체 휴먼빌         | 일신건영㈜                  | 일신건영㈜     |                  | 2018년 1월  |      |
| 송산그린시티 EG the1 레이크뷰        | 라인건설㈜                  | ㈜이지아산산업 | 수노을1로 191    | 2018년 1월  |      |
| 송산그린시티 요진 와이시티(Y-City)   | 요진건설산업                | 요진건설산업   | 수노을1로 147    | 2018년 10월 |      |
| 송산 대방노블랜드 더 퍼스티지 1차    | 대방건설                    | ㈜대방이엔씨   |                  | 2018년 6월  |      |
| 송산 대방노블랜드 리버스위트 2차     | 대방건설                    | ㈜대방개발     |                  | 2019년 8월  |      |
| 송산 대방노블랜드 더 센트럴 3차      | 대방건설                    | ㈜디비개발     |                  | 2019년 8월  |      |
| 송산 대방노블랜드 리버 파크 5차      | 대방건설                    | ㈜디비종합건설 |                  | 2021년 7월  |      |
| 송산 대방노블랜드 스타빌리지 6차     | 대방건설                    | ㈜디비주택     |                  | 2021년 7월  |      |